# Lipotactes azureus
Lipotactes azureus är en insektsart som beskrevs av Andrej Vasiljevitj Gorochov 1996. Lipotactes azureus ingår i släktet Lipotactes och familjen vårtbitare. Inga underarter finns listade i Catalogue of Life.